# Tamesguida
Tamesguida (în arabă تامسقيدة) este o comună din provincia Médéa, Algeria.
Populația comunei este de 4.591 de locuitori (2008).